# Carolina Goic

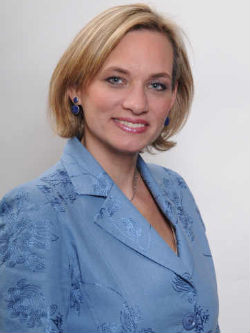
Carolina Goic, 2010

Carolina Goic Boroevic (* 20. Dezember 1972 in Santiago de Chile) ist eine chilenische Sozialarbeiterin und Politikerin, die der Partido Demócrata Cristiano angehört. Sie war von 2006 bis 2014 für zwei Amtszeiten Mitglied des Abgeordnetenhauses von Chile und vertritt seit 2014 die im Süden Chiles liegende Región de Magallanes y de la Antártica Chilena im Senat von Chile.
Nach dem Rücktritt von Jorge Pizarro übernahm sie am 2. April 2016 den Vorsitz ihrer Partei. Zur Präsidentschaftswahl in Chile 2017 scherte sie mit ihrer Partei aus dem langjährigen Bündnis aus, dem die Partei 28 Jahre angehört und das nach der Transition in Chile für zwanzig Jahre die Regierung gestellt hatte. Sie trat als Kandidatin ihrer Partei bei der Wahl am 19. November 2017 an und schied mit nur 5,88 Prozent der Stimmen als Fünftplatzierte im ersten Wahlgang aus, woraufhin sie einen Tag später vom Parteivorsitz zurücktrat.

## Familie
Goics Eltern sind der Agraringenieur und ehemalige Vizepräsident der PDC, Pedro Danilo Goic Karmelic, und dessen Ehefrau Maria Juana Boroevic Yutronic. Sie ist die Nichte von Alejandro Goic Karmelic, dem früheren Bischof des Bistums Rancagua und ehemaligen Präsidenten der chilenischen Bischofskonferenz.
Sie ist mit Mauricio Kirk Miranda verheiratet, mit dem sie zwei Töchter hat. Ihr Ehemann ist Biologe und Fotograf und war zwischen 2006 und 2010 als Leiter der Tourismusbehörde in der Región de Magallanes y de la Antártica Chilena tätig. Die Familie lebt in Ñuñoa, einem Stadtteil der Hauptstadt Santiago.

## Ausbildung und Berufsleben
Ihre Schullaufbahn absolvierte sie am Colegio Cardinal Spellman und am Colegio Pedro de Valdivia. Danach nahm sie ein Studium in Soziale Arbeit an der Päpstlichen Katholischen Universität von Chile auf. An der gleichen Universität erwarb sie anschließend einen Masterabschluss in Wirtschaftswissenschaften.
Für ihre Arbeitsaufnahme ging sie 2000 in die Región de Magallanes y de la Antártica Chilena. Sie nahm dort Tätigkeiten an den regionalen Einrichtungen des Servicio Nacional de la Mujer (SERNAM) und dem Secretaría de Planificación an, die sie jeweils bis 2002 ausübte.

## Politische Laufbahn

### Anfänge in der PDC
Goic engagierte sich politisch in der PDC, die seit der Rückkehr Chiles zur Demokratie dem Parteienbündnis Concertación angehörte und neben der Partido Socialista de Chile (PS), der Partido por la Democracia (PPD) und der Partido Radical Socialdemócrata (PRSD) den konservativsten Bestandteil der Koalition bildete.
Am 15. Januar 2002 berief der Präsident von Chile Ricardo Lagos sie an das regionale Sekretariat des Planungsministeriums in der Región de Magallanes y de la Antártica Chilena, wo sie bis zum 30. Juni 2005 blieb.

### Abgeordnete und Senatorin
Bei der Parlamentswahl 2005 kandidierte sie erstmals für das chilenische Abgeordnetenhaus. Sie trat im Wahlkreis 60 an, der die gesamte südlichste Region Chiles umfasste. Bei der Wahl am 11. Dezember 2005 erhielt sie dort 27,1 Prozent der Stimmen, womit sie unter den sieben Kandidaten des Wahlkreises den größten Stimmenanteil erhielt. Sie erreichte dadurch ebenso wie der UDI-Politiker Rodrigo Álvarez einen Sitz im Abgeordnetenhaus. Ihre Amtszeit begann am 11. März 2006 und endete am 11. März 2010. Goic wurde durch ihre Wahl die erste Frau, die diese Region in einer landesweiten Parlamentskammer vertritt.
Zur Parlamentswahl 2009 trat sie erneut an. Das Parteienbündnis Concertación hatte sich um das zuvor außerparlamentarische Linksbündnis Juntos Podemos Más erweitert. Bei dieser Wahl erreichte sie abermals die meisten Stimmen in ihrem Wahlkreis und wurde für eine weitere Amtszeit gewählt, die am 11. März 2010 begann und am 11. März 2014 endete. Das zweite Mandat sicherte sich der unabhängige Kandidat Miodrag Marinović.
Nach zwei Amtszeiten im Abgeordnetenhaus bewarb sie sich dort um kein weiteres Mandat, sondern kandidierte bei der Parlamentswahl 2013 stattdessen für den chilenischen Senat. Wiederum erhielt sie in ihrer Region die meisten Stimmen und wurde ebenso wie der Unabhängige Carlos Bianchi Chelech in die obere Parlamentskammer gewählt. Ihren Posten trat sie am 11. März 2014 an, die achtjährige Amtszeit endet am 11. März 2022.

### Parteivorsitzende und gescheiterte Präsidentschaftskandidatur

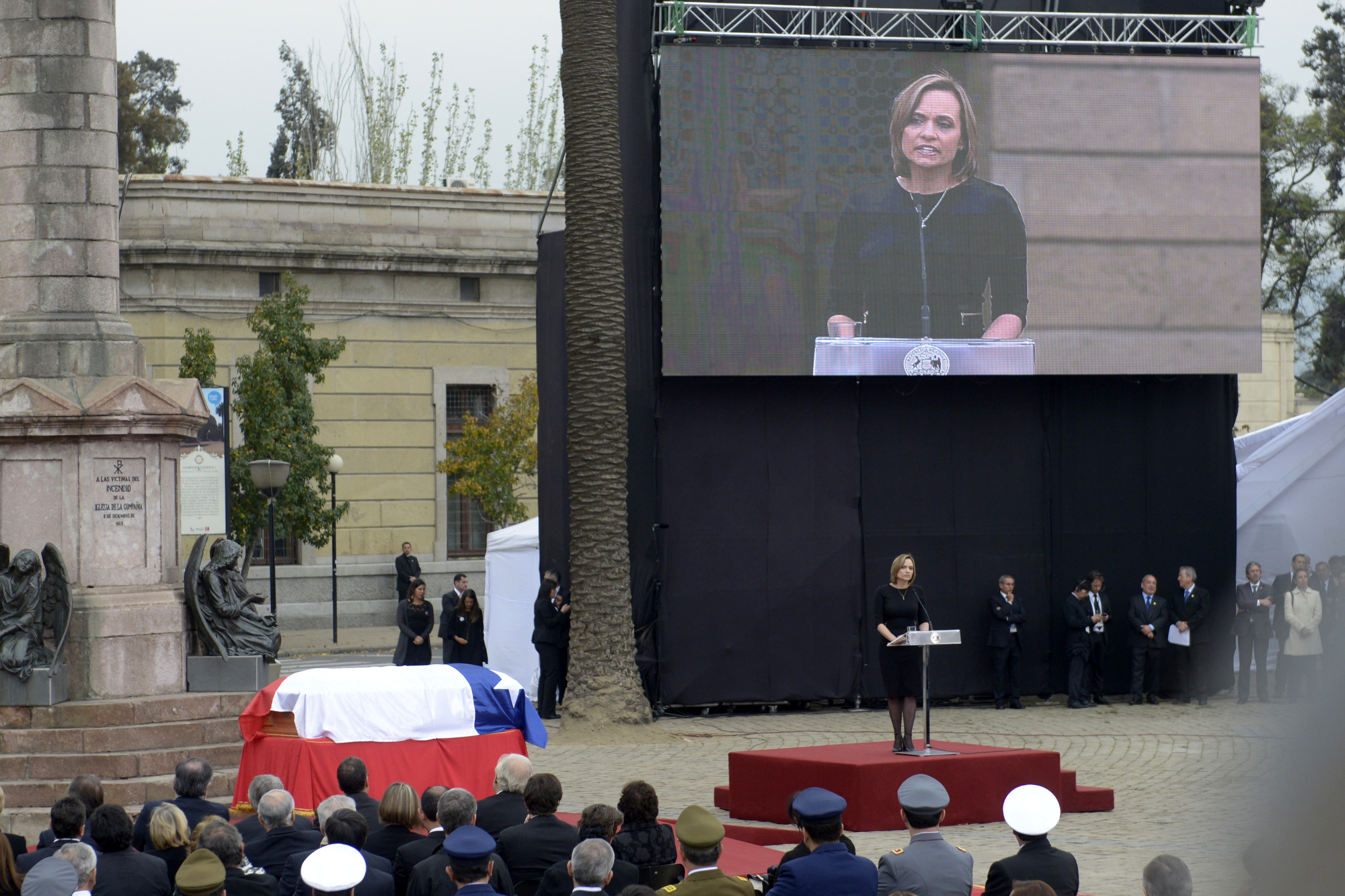
Goic spricht als Vorsitzende der PDC bei der Bestattung von Ex-Präsident Aylwin

Goic wurde am 2. April 2016 vom Parteivorstand der PDC zur Interims-Vorsitzenden ernannt. Sie hatte zuvor bereits den Stellvertreterposten inne und folgte auf Jorge Pizarro, der wegen einer Korruptionsaffäre das Amt niedergelegt hatte. Die PDC, die sich zu diesem Zeitpunkt innerhalb des Concertación-Nachfolgebündnisses Nueva Mayoría an der zweiten Regierung von Michelle Bachelet beteiligte, hatte mit einem innerparteilichen Konflikt zu kämpfen. Die verschiedenen Flügel der Partei waren über den Regierungskurs zerstritten und schienen lediglich das christliche Wertesystem als gemeinsamen Nenner ihrer Politik zu haben. Dass sie zudem innerhalb dieses Bündnisses mit der Partido Comunista de Chile, ihrem historischen Gegenspieler, kooperieren mussten, stieß bei vielen Mitgliedern auf Ablehnung. Seit der Rückkehr zur Demokratie hatte die Partei immer mehr an Mitgliedern und Wählerstimmen eingebüßt, so dass auch der drohende Bedeutungsverlust und schwindender Einfluss in der Regierungskoalition den Mitgliedern Sorge bereitete. Goic versuchte daher als Parteichefin das Profil der Partei zu schärfen und sie auf einen eigenen Weg („camino propio“) zu führen.
Im Zuge dieses eigenen Weges verließen die Christdemokraten Anfang 2017 unter Goic die Mitte-links-Koalition, um mit einer eigenständigen Liste zur bevorstehenden Parlamentswahl 2017 anzutreten. Dieser Liste, die unter dem Namen Convergencia Demócratia antrat, schlossen sich die Kleinparteien Movimiento Amplio Social und Izquierda Ciudadana an. Neben den parteiinternen Gründen für einen Bruch mit der bisherigen Koalitionen sah sich Goic auch durch Wahlforscher in diesem Schritt bestärkt. Wegen des neuen Wahlsystems in Chile, das durch die Wahlrechtsreform 2015 das bisherige binomiale Wahlsystem ersetzt hatte, wurde den Christdemokraten ein historisch schlechtes Abschneiden prognostiziert, sofern sie in dem Bündnis verbleiben. Für die zeitgleich mit den Parlamentswahlen stattfindende Präsidentschaftswahl ließ sich Goic von ihrer Partei als Kandidatin aufstellen. Der Austritt aus der Nueva Mayoría hatte damit auch persönliche Gründe, da Goics Chancen, sich in den Vorwahlen des Bündnisses als dessen Präsidentschaftskandidatin durchzusetzen, als gering eingestuft wurden. Auf dem Nominierungsparteitag am 11. März 2017 rückte Goic die wirtschaftliche Entwicklung Chiles in den Fokus ihrer Wahlkampagne und verordnete ihrer Partei einen Mitte-links-Kurs. Sie erhielt dafür Rückendeckung von zahlreichen entscheidenden Führungspersönlichkeiten wie dem früheren Präsidenten Eduardo Frei Ruiz-Tagle, ihrem internen Kritiker Gutenberg Martínez und der Tochter des früheren Präsidenten Patricio Aylwin, Mariana Aylwin.
Bei der Präsidentschaftswahl am 19. November 2017 erhielt sie lediglich 5,88 Prozent der Stimmen. Sie belegte damit den fünften Platz bei sieben Kandidaten und schied im ersten Wahlgang aus. Bei den Parlamentswahlen hatte die PDC fast in Gesamtchile Verluste zu verzeichnen, lediglich im Süden Chiles, den Goic im Senat vertrat, erreichte sie einen leichten Stimmenzuwachs. Sie übernahm noch am Wahlabend die Verantwortung für das schlechte Abschneiden ihrer Partei und stellte in Aussicht, im zweiten Wahlgang Alejandro Guillier zu unterstützen, den Kandidaten des Mitte-Links-Bündnisses. Da die interne Kritik an ihr wuchs, trat sie am Folgetag von ihrem Parteivorsitz zurück.